# Tubax

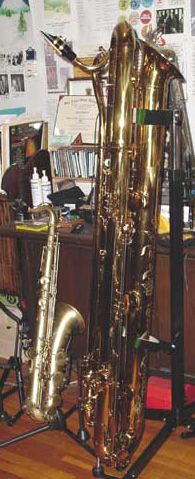
À direita, um tubax em Si bemol. À esquerda, para comparação, um saxofone tenor.

O tubax é um saxofone modificado desenvolvido em 1999 por Benedikt Eppelsheim, construtor de instrumentos alemão. Disponível nas afinações de Mi bemol, Si bemol e Dó, seu nome é uma palavra-valise a partir das palavras "tuba" e "sax".
Embora o tubax tenha a mesma digitação do saxofone comum, ele possui um diâmetro muito menor, proporcionalmente, algo como o de um sarrusofone, ainda que não tão estreito, por isso existe alguma controvérsia sobre se ele é ou não tecnicamente um saxofone. O primeiro tamanho de tubax desenvolvido foi o em Mi bemol, que possui o mesmo registro do saxofone contrabaixo, mas é muito mais compacto e mais fácil de manusear, já que seu tubo é dobrado mais vezes. Ele leva um bocal de saxofone barítono.
Mais recentemente, Eppelsheim também começou a construir um Tubax Subcontrabaixo em Dó e Si Bemol. O instrumento em Si bemol possui um registo equivalente ao Saxofone Subcontrabaixo proposto por Adolphe Sax, mas que nunca chegou a ser criado.
Foi fabricado apenas um Tubax afinado em Dó que foi vendido ao suíço Thomas Mejer, em Julho de 2002.

## Executantes de tubax
- Serge Bertocchi
- Petr Dvořák
- Jay C. Easton
- Randy Emerick
- Blaise Garza
- Vinny Golia
- Mats Gustafsson
- Jesus Vazquez

### Para ouvir
- MP3 de um tubax sendo tocado por Randy Emerick, com a Orquestra Jerry Fischer, em Hollywood, Florida (toca Stardust, arranjo de Mike Lewis)
- MP3 de dois tubaxes em Si bemol (em overdub), tocando o primeiro movimento de Dueto para Baixos, de Walter S. Hartley, tocado por Jay C. Easton